# Macropsis
Genre
Macropsis est un genre d'insectes de l'ordre des hémiptères de la famille des Cicadellidae (sous-ordre des Auchenorrhyncha).
Ces espèces, communément appelés cicadelles, sont des insectes sauteurs et piqueurs qui se nourrissent de la sève des végétaux grâce à leur rostre.

## Liste des espèces
Selon GBIF (6 janvier 2024) :
- Macropsis abdullaevi Dubovsky, 1966
- Macropsis abscondens (Walker, 1858)
- Macropsis acapulco Hamilton, 1983
- Macropsis acrotirica Dlabola, 1967
- Macropsis adusta Li, Dai & Li, 2012
- Macropsis aethiopica (Melichar, 1911)
- Macropsis africana Metcalf, 1966
- Macropsis alluaudi Evans, 1954
- Macropsis antibia Tishechkin, 2019
- Macropsis anufrievi Tishechkin, 2015
- Macropsis aristogeiton Linnavuori, 1978
- Macropsis arvicolaria Tishechkin, 1996
- Macropsis aselae Tishechkin, 2020
- Macropsis asiatica Dubovsky, 1966
- Macropsis aspera Linnavuori, 1978
- Macropsis atrata Dmitriev, 2020
- Macropsis aureocephala Hamilton, 1983
- Macropsis aurifera Breakey, 1932
- Macropsis bakeri Linnavuori, 1978
- Macropsis basalis (Van Duzee, 1889)
- Macropsis benguetensis Merino, 1936
- Macropsis berberidicola Dubovsky, 1966
- Macropsis berberidis Dubovsky, 1966
- Macropsis bicolorata (Evans, 1942)
- Macropsis bifasciata (Van Duzee, 1889)
- Macropsis bimaculata Korolevskaya, 1963
- Macropsis bitaeniata Linnavuori, 1978
- Macropsis borealis Hamilton, 1983
- Macropsis brabantica Wagner, 1964
- Macropsis brunnescens Vilbaste, 1968
- Macropsis brunomaculata Huang & Viraktamath, 1993
- Macropsis bugarama Linnavuori, 1978
- Macropsis bussaensis Linnavuori, 1978
- Macropsis calathiformis Dai, Li & Li, 2018
- Macropsis californiensis Hamilton, 1983
- Macropsis campbelli Viraktamath, 1981
- Macropsis canadensis (Van Duzee, 1890)
- Macropsis canariensis Lindberg, 1954
- Macropsis cannabis Wei & Cai, 1998
- Macropsis capensis (Cogan, 1916)
- Macropsis castanea Li & Liang, 2005
- Macropsis castanicolor Dlabola, 1958
- Macropsis cerea (Germar, 1837)
- Macropsis ceylonica Viraktamath, 1981
- Macropsis chinai Metcalf, 1966
- Macropsis chlorotica Linnavuori, 1978
- Macropsis cinerea Breakey, 1932
- Macropsis citrina Evans, 1942
- Macropsis citronella Hamilton, 1980
- Macropsis concava Li & Xu, 2005
- Macropsis confusa Breakey, 1932
- Macropsis costalis (Matsumura, 1911)
- Macropsis dalhousiensis Viraktamath & Yeshwanth, 2021
- Macropsis daurica Tishechkin, 1997
- Macropsis decisa Hamilton, 1983
- Macropsis declivus Evans, 1942
- Macropsis delhiensis Kameswara Rao & Ramakrishnan, 1980
- Macropsis delongi Breakey, 1932
- Macropsis deviridis Hamilton, 1983
- Macropsis dimorpha Hamilton, 1983
- Macropsis dixiensis Hamilton, 1983
- Macropsis eburnea Evans, 1942
- Macropsis elaeagni Emeljanov, 1964
- Macropsis elaeagnicola Dubovsky, 1966
- Macropsis eleagni Emeljanov, 1964
- Macropsis emeiensis Li & Liang, 2005
- Macropsis emeljanovi Dubovsky, 1966
- Macropsis exteria Li, Dai & Li, 2012
- Macropsis federalis Evans, 1935
- Macropsis feminis Hamilton, 1972
- Macropsis ferrax Hamilton, 1983
- Macropsis ferrugineoides (Van Duzee, 1889)
- Macropsis firma Dmitriev, 2020
- Macropsis flavida Vilbaste, 1980
- Macropsis flavomaculata Evans, 1942
- Macropsis flavopallida Evans, 1971
- Macropsis flavovirens Kuoh, 1992
- Macropsis flexus Evans, 1942
- Macropsis flindersi Evans, 1935
- Macropsis formosa Dubovsky, 1966
- Macropsis formosana (Matsumura, 1912)
- Macropsis fragilicola Holzinger, Nickel & Remane, 2013
- Macropsis fumipennis (Gillette & Baker, 1895)
- Macropsis furcapicea Dlabola, 1994
- Macropsis fusca Lallemand, 1935
- Macropsis fuscata Evans, 1971
- Macropsis fuscinervis (Boheman, 1845)
- Macropsis fuscoguttata Day & Fletcher, 1994
- Macropsis fuscopunctata Merino, 1936
- Macropsis fuscovenosa Merino, 1936
- Macropsis fuscula (Zetterstedt, 1828)
- Macropsis gagnei Hamilton, 1980
- Macropsis ganeshai Viraktamath, 1996
- Macropsis gerhardi Breakey, 1932
- Macropsis gibbus (Evans, 1942)
- Macropsis gigas Linnavuori, 1978
- Macropsis glandacea (Fieber, 1868)
- Macropsis graminea (Fabricius, 1798)
- Macropsis gravesteini Wagner, 1953
- Macropsis gressitti Hamilton, 1980
- Macropsis hainanensis Li, Dai & Li, 2012
- Macropsis hamiltoni Viraktamath, 1980
- Macropsis harrisoni Wagner, 1950
- Macropsis haupti Wagner, 1941
- Macropsis heracleionica Dlabola, 1967
- Macropsis hesperia Breakey, 1932
- Macropsis hierroensis Lindberg, 1954
- Macropsis hinganensis Tishechkin, 2004
- Macropsis hippodameia Linnavuori, 1978
- Macropsis hobartensis Evans, 1935
- † Macropsis homousia (Germar & Berendt, 1856)
- Macropsis huangbana Li & Tishechkin, 2014
- Macropsis hulthemiae Dlabola, 1994
- Macropsis hyalita Evans, 1971
- Macropsis ibragimovi Dubovsky, 1966
- Macropsis idae Emeljanov, 1964
- Macropsis igniscutellata Hamilton, 1983
- Macropsis iliensis Mitjaev, 1971
- Macropsis illota (Horváth, 1899)
- Macropsis impura (Boheman, 1847)
- Macropsis infuscata (Sahlberg, 1871)
- Macropsis inversalis Hamilton, 1983
- Macropsis irenae Viraktamath, 1981
- Macropsis irrorata (Matsumura, 1912)
- Macropsis ishiharai McKamey & Hicks, 2007
- Macropsis jocosa Hamilton, 1983
- Macropsis jozankeana (Matsumura, 1912)
- Macropsis kanakapurensis Viraktamath, 1980
- Macropsis kanongensis Evans, 1955
- Macropsis karnatakana Viraktamath, 1980
- Macropsis kolarensis Viraktamath, 1980
- Macropsis koreana Kwon, Suh & Kwon, 2021
- Macropsis krishna Viraktamath & Yeshwanth, 2021
- Macropsis kundui Kameswara Rao & Ramakrishnan, 1980
- Macropsis lamellaris Linnavuori, 1978
- Macropsis latiaedeagus Li, Dai & Li, 2012
- Macropsis latilorata Tishechkin, 2017
- Macropsis latiprocessa Li & Tishechkin, 2014
- Macropsis leporina Tishechkin, 1997
- Macropsis leucasasperae Viraktamath, 1980
- Macropsis lijiangensis Li, Dai & Li, 2012
- Macropsis lincolnensis Evans, 1935
- Macropsis linnavuorii Viraktamath, 1981
- Macropsis lizizhongi Dai & Li, 2018
- Macropsis longiprocessa Li & Tishechkin, 2014
- Macropsis lovedalensis (Distant, 1916)
- Macropsis lusis Kuoh, 1981
- Macropsis lutea Evans, 1935
- Macropsis malagasis Evans, 1954
- Macropsis marginata (Herrich-Schäffer, 1836)
- Macropsis matsumurana (China, 1925)
- Macropsis megerlei (Fieber, 1868)
- Macropsis meifengensis Huang & Viraktamath, 1993
- Macropsis mendax (Fieber, 1868)
- Macropsis mexicana Hamilton, 1983
- Macropsis microceps Hamilton, 1983
- Macropsis microcerea Vilbaste, 1980
- Macropsis micropunctata Evans, 1971
- Macropsis milkoi Tishechkin, 2015
- Macropsis minuscula Linnavuori, 1978
- † Macropsis minuta (Bervoets, 1910)
- Macropsis mulsanti (Fieber, 1868)
- Macropsis multa Tishechkin, 1997
- Macropsis multiguttata Dlabola, 1957
- Macropsis murina Tishechkin, 1998
- Macropsis myrmecophila Linnavuori, 1978
- Macropsis najas Nast, 1981
- Macropsis nepalica Viraktamath, 1996
- Macropsis nigraflavida Evans, 1955
- Macropsis nigrolineata Viraktamath, 1980
- Macropsis nigrosignata (Stål, 1858)
- Macropsis nikippa Tishechkin, 2019
- Macropsis norrisi (Evans, 1941)
- Macropsis notata (Prohaska, 1923)
- Macropsis occidentalis (Van Duzee, 1889)
- Macropsis ocellata Provancher, 1872
- Macropsis ochotonaria Tishechkin, 1994
- Macropsis octonotata Dlabola, 1979
- Macropsis octopunctata China, 1925
- Macropsis oncopsimilis Hamilton, 1983
- Macropsis orientalis (Distant, 1916)
- Macropsis ornata Lindberg, 1926
- Macropsis osborni Breakey, 1932
- Macropsis palustris Hamilton, 1983
- † Macropsis pectoralis Statz, 1950
- Macropsis perpetua Tishechkin, 1996
- Macropsis pictipes (Horváth, 1904)
- Macropsis prasina (Boheman, 1852)
- Macropsis pulchra Hamilton, 1983
- Macropsis punctifrons (Van Duzee, 1889)
- Macropsis puttarudriahi Viraktamath & Yeshwanth, 2021
- Macropsis quadrimaculata Breakey, 1932
- Macropsis quercus (Matsumura, 1912)
- Macropsis regalis Tishechkin, 1996
- Macropsis remanei Nickel, 1999
- Macropsis remota Tishechkin, 1998
- Macropsis reni Li & Xu, 2005
- Macropsis reversalis (Osborn & Ball, 1898)
- Macropsis rhea Linnavuori, 1978
- Macropsis rizali Merino, 1936
- Macropsis robusta Breakey, 1932
- Macropsis robusta Li, Dai & Li
- Macropsis rubrosternalis Kuoh, 1992
- Macropsis rufescens Hamilton, 1983
- Macropsis rufocephalus Osborn, 1932
- Macropsis scabrosa Korolevskaya, 1963
- Macropsis scopulus (Evans, 1935)
- Macropsis scotti Edwards, 1920
- Macropsis scutellata (Boheman, 1845)
- Macropsis semuliki Tishechkin, 2022
- Macropsis sexpunctata (Melichar, 1911)
- Macropsis shrideviae Viraktamath, 1996
- Macropsis sibirica Kusnezov, 1929
- Macropsis simplex Jacobi, 1910
- Macropsis smitae Viraktamath, 1996
- Macropsis sohii Viraktamath, 1980
- Macropsis sophieae Kwon, Suh & Kwon, 2021
- Macropsis sordida (Van Duzee, 1894)
- Macropsis speculum Kuoh, 1992
- Macropsis sundara Viraktamath, 1981
- Macropsis suspecta Tishechkin, 1994
- Macropsis sympatrica Viraktamath, 1996
- Macropsis tarbagataica Mitjaev, 1971
- Macropsis tasmaniensis Evans, 1935
- Macropsis thargelia Linnavuori, 1978
- Macropsis tienschanica Tishechkin, 2014
- Macropsis tincta Tishechkin, 2019
- Macropsis tithonia Linnavuori, 1978
- Macropsis trestriata Dlabola, 1979
- Macropsis tristis (Van Duzee, 1890)
- Macropsis trivialis (Ball, 1902)
- Macropsis tuberculata (Linnavuori, 1978)
- Macropsis tuberculiformis Li, Dai & Li, 2012
- Macropsis tunicata Hamilton, 1983
- Macropsis turneri China, 1925
- Macropsis ugandica Tishechkin, 2022
- Macropsis ulmi (Scott, 1873)
- Macropsis vagdeviae Viraktamath, 1996
- Macropsis validiuscula Dubovsky, 1966
- Macropsis variabilis Evans, 1941
- Macropsis verbae Anufriev & Zhiltsova, 1982
- Macropsis vicina (Horváth, 1897)
- Macropsis vinea Hamilton, 1972
- Macropsis viridans (Turton, 1802)
- Macropsis viridicephalus Dmitriev, 2020
- Macropsis viridinervis Wagner, 1950
- Macropsis viridis (Fitch, 1851)
- Macropsis viridobrunnea Dlabola, 1961
- Macropsis viridofulgida Tishechkin, 2019
- Macropsis vittata (Matsumura, 1920)
- Macropsis vocalis Tishechkin, 1994
- Macropsis warburgii Huang & Viraktamath, 1993
- Macropsis wellingtonensis Evans, 1942
- Macropsis wilsoni Evans, 1935
- Macropsis xerophila Linnavuori, 1978
- Macropsis zebra Hamilton, 1983
- Macropsis zizhongi Li, Dai & Li, 2012
- Macropsis ziziphi Viraktamath, 1980

## Classification
Le nom valide complet (avec auteur) de ce taxon est Macropsis Lewis (d), 1834.
Macropsis a pour synonymes :
- Spinomacropsis Li, Dai, Li & Tishechkin, 2013
- Tsavopsis Linnavuori, 1978